# William Horsley
William Horsley (18 de noviembre de 1774 - 12 de junio de 1858) fue un músico británico. Sus composiciones fueron numerosas e incluyen, entre otras piezas instrumentales, tres sinfonías para orquesta completa. Más importantes son sus glees, de los cuales publicó cinco libros (1801-1807), además de producir muchas de estas piezas separadas y canciones sueltas para varias colecciones. Entre sus glees más conocidos figuran "By Celia's Arbour", "O, Nightingale" y "Ahora la tormenta comienza a bajar", así como su melodía para el himno "Hay una colina verde muy lejos". 

## Semblanza
En 1790, Horsley se convirtió en alumno de Theodore Smith, quien le enseñó lo suficiente como para obtener en 1794 el puesto de organista en la Ely Chapel de Holborn. Renunció a este puesto en 1798 para convertirse en organista del Asilo para mujeres huérfanas, así como en el asistente de John Wall Callcott, con quien había mantenido durante mucho tiempo una estrecha relación personal y artística, y con cuya hija mayor, Elizabeth Hutchins Callcott, se casó. En 1802 se convirtió en sucesor de su amigo tras la dimisión de este último. Además de ocupar este cargo, se convirtió en organista de la Belgrave Chapel de Halkin Street en 1812 y de la de Charter House en 1838.
Estudió en Alemania con Moritz Hauptmann y Felix Mendelssohn, y a su regreso a Inglaterra compuso varios oratorios y otras piezas. Ninguno de ellos tuvo un éxito duradero.

## Familia
Las familia de Horsley era amiga de la de Mendelssohn, y según L T C Rolt, fueron los primeros en escuchar su música para El sueño de una noche de verano, tocada por él en el piano en su casa en el nº 1 de High Row (ahora el 128 de Church Street) en Kensington. Horsley fue uno de los fundadores de la Sociedad Filarmónica de Londres, que se convirtió en la Royal Philharmonic Society. Su hijo Charles Edward también gozaba de cierta reputación como músico. Otro de sus hijos, John Callcott, era pintor y se dice que diseñó la primera tarjeta de Navidad en 1843. La hija mayor de Horsley, Mary Elizabeth (nacida en 1813), se casó con el ingeniero Isambard Kingdom Brunel.